# Amt Rommerskirchen-Nettesheim
Das Amt Rommerskirchen-Nettesheim lag im Kreis Grevenbroich in Nordrhein-Westfalen.

## Geschichte
Im Landkreis Neuß in der Rheinprovinz bestanden seit 1816 die Bürgermeistereien Nettesheim und Rommerskirchen. Die Bürgermeisterei Nettesheim setzte sich aus den beiden Gemeinden Nettesheim-Butzheim und Frixheim-Anstel zusammen, während die Bürgermeisterei Rommerskirchen nur aus der gleichnamigen Gemeinde bestand. Seit 1927 wurden die Bürgermeistereien in der Rheinprovinz als Ämter bezeichnet.
1966 entstand das Amt Rommerskirchen-Nettesheim aus der Gemeinde Rommerskirchen und dem Amt Nettesheim, die schon seit 1929 eine Verwaltungsgemeinschaft eingegangen waren. Zum Amt Rommerskirchen-Nettesheim gehörten die drei Gemeinden Rommerskirchen, Nettesheim-Butzheim und Frixheim-Anstel.
Zum 1. Januar 1975 wurde das Amt Rommerskirchen-Nettesheim aufgelöst. Die Gemeinden Nettesheim-Butzheim und Frixheim-Anstel wurden in die neue Gemeinde Rommerskirchen eingemeindet.

### Einwohner
Am 30. Juni 1974 wohnten im Amt 8.436 Einwohner auf 41,44 km².

## Politik

### Amtsbürgermeister
Letzter, damals noch ehrenamtlicher Amtsbürgermeister war Helmut Dunkel (CDU).

### Amtsdirektor
Letzter Amtsdirektor als Leiter der Verwaltung war Alfred Brinkmann.